# آرون مايرس
آرون مايرس (بالهولندية: Aaron Meijers)‏ (28 أكتوبر 1987 بدلفت في هولندا - ) هو لاعب كرة قدم هولندي في مركز الوسط. لعب مع آر كي سي فالفيك وأدو دين هاغ ونادي فولندام.

## وصلات خارجية
- آرون مايرس على موقع قاعدة بيانات كرة القدم.إي يو (الإنجليزية)
- آرون مايرس على موقع Soccerway.com (الإنجليزية)
- آرون مايرس على موقع عالم كرة القدم.نت (الإنجليزية)